# Didier Bourrelier
Didier Bourrelier, né le 9 mai 1957 à Chartres (Eure-et-Loir), est un footballeur français évoluant au poste de milieu de terrain du milieu des années 1970 à celui des années 1980.
Formé à l'INF Vichy, Didier Bourrelier revient jouer près de sa ville natale en intégrant l'Amicale de Lucé en 1977. Le club joue alors à son plus haut niveau, en deuxième division, pour la seconde saison de suite. Le milieu de terrain reste fidèle au club malgré les relégations en Division 3 en 1980 puis en D4 en 1984.

## Biographie
Didier Bourrelier nait à Chartres.
Lors de la saison 1976-1977, il fait sa formation à l'INF Vichy avec qui il évolue en Division 3.
En 1977, il vient jouer dans le club phare d'Eure-et-Loir, à quelques kilomètres de sa ville natale, l'Amicale de Lucé. Le club connaît alors sa seconde saison en deuxième division dont Didier dispute sept rencontres. 
Lors de la saison 1978-1979, il joue douze journées de D2.  
En 1979-1980, Bourrelier joue autant au D2, où l'équipe est reléguée, qu'avec l'équipe réserve en Division 4. 
Didier Bourrelier reste à Lucé jusqu'en 1986, après deux relégations jusqu'en D4.

## Statistiques
| Saison                | Club                  | Championnat           | Championnat | Championnat | Coupe(s) nationale(s) | Coupe(s) nationale(s) | Total | Total |
| Saison                | Club                  | Division              | M.          | B.          | M.                    | B.                    | M.    | B.    |
| 1976-1977             | INF Vichy             | D3                    | 21          | 2           | -                     | -                     | 21    | 2     |
| 1977-1978             | Amicale de Lucé       | D2                    | 7           | -           | -                     | -                     | 7     | 0     |
| 1978-1979             | Amicale de Lucé       | D2                    | 12          | -           | -                     | -                     | 12    | 0     |
| 1979-1980             | Amicale de Lucé       | D2                    | 11          | 2           | -                     | -                     | 11    | 2     |
| 1979-1980             | Amicale de Lucé rés.  | D4                    | 10          | 3           | -                     | -                     | 10    | 3     |
| 1980-1981             | Amicale de Lucé       | D3                    | -           | -           | -                     | -                     | 0     | 0     |
| 1981-1982             | Amicale de Lucé       | D3                    | -           | -           | -                     | -                     | 0     | 0     |
| 1982-1983             | Amicale de Lucé       | D3                    | -           | -           | -                     | -                     | 0     | 0     |
| 1983-1984             | Amicale de Lucé       | D3                    | -           | -           | -                     | -                     | 0     | 0     |
| 1984-1985             | Amicale de Lucé       | D4                    | -           | -           | -                     | -                     | 0     | 0     |
| 1985-1986             | Amicale de Lucé       | D4                    | -           | -           | -                     | -                     | 0     | 0     |
| Total sur la carrière | Total sur la carrière | Total sur la carrière | 61          | 7           | 0                     | 0                     | 61    | 7     |